# Nastasen
Nastasen je bil kralj Kuša, ki je vladal od leta 335 do 315/310 pr. n. št. 
Po napisu na steli iz Dongole je bila njegova mati kraljica Pelha, oče pa verjetno kralj Harsiotef. Njegov naslednik je bil Arjamani.
Znan je z več predmetov: stele z dolgim zgodovinskim zapisom, srebrnega ročaja ogledala in več ušabtijev. Ročaj ogledala in ušabtiji  so bili najdeni v piramidi Nuri 15, kjer je bil očitno pokopan. Bil je zadnji kušitski kralj, ki je bil pokopan na kraljevem pokopališču v Napati.
Granitno stelo, visoko 1,63 metra, so odkrili v Novi Dongoli in je zdaj v Berlinskem muzeju  (inv. št. 2268). Prvotno je zelo verjetno stala v Amonovem templju v Džebel Barkalu. V zgornjem delu stele sta ob kralju sliki in imeni njegove matere Pelhe in žene Sehmah. 
Nastasenova grobnica je ena od več grobnic, ki naj bi jih izkopali z uporabo podvodnih arheoloških metod. Te metode so potrebne zaradi dviganja gladine podzemnih voda v tem delu Nubije. Te grobnice so pod piramidami in poplavljene. Začetna poročila o izkopavanju njegove grobnice kažejo, da je roparji morda niso izropali. Pričakuje se, da bodo v njej odkriti samo predmeti, ki jih voda ni uničila. Najdbe in že znani predmeti bi lahko razširili poznavanje sicer malo znanega vladarja.
Nastasen je med svojim vladanjem odbil napad Egipčanov na svoje kraljestvo. Na Nastasenovem spomeniku je kot poveljnik napadalcev omenjen vladar Gornjega Egipta Kambasuten, ki je vodil tudi pohod proti Perzijcem okoli leta 338 pr. n. št.  Njegova invazija na Kuš  ni  bila uspešna in Nastasen je trdil, da je zaplenil veliko lepih čolnov in drugega blaga.
- Nastasenova piramida v Nuriju, Sudan
- Nastasen v spremstvu svoje matere, kraljice Pelhe, in soproge kraljice Sehmah, risba Karla Richarda Lepsiusa

## Vira
- Fage, J.D., Roland Oliver (1975). The Cambridge History of Africa Volume 2: From C.500 BC to AD 1050. Cambridge: Cambridge University Press. str. 858. ISBN 0-521-21592-7.
- Laszlo Török. Fontes Historiae Nubiorum, Vol. II. Bergen 1996. str. 467-501. ISBN 82-91626-01-4.

| Nastasen            |                                                              |                      |
| Vladarski nazivi    |                                                              |                      |
| Predhodnik: Ahratan | Kralj Kraljestva Kuš okoli 335 pr. n. št.-315/310 pr. n. št. | Naslednik: Aktisanes |